# Andreaea schofieldiana
Andreaea schofieldiana är en bladmossart som beskrevs av B. M. Murray 1987. Andreaea schofieldiana ingår i släktet sotmossor, och familjen Andreaeaceae. Inga underarter finns listade i Catalogue of Life.